# Exochus zyxus
Exochus zyxus là một loài tò vò trong họ Ichneumonidae.